# Соната для фортепиано (Дюка)
Соната для фортепиано ми-бемоль минор ― произведение, написанное Полем Дюка в 1899—1900 годах и опубликованное в 1901 году.

## История и критика
В первое десятилетие XX века, после огромного успеха симфонической поэмы «Ученик чародея», Дюка завершил два крупномасштабных сочинения для фортепиано соло: сонату, которую он посвятил Камилю Сен-Сансу, и Вариации, интерлюдию и финал на тему Рамо (пьеса закончена в 1902). В фортепианных композициях Дюка критики усмотрели влияние Людвига ван Бетховена, точнее ― «Бетховена в том виде, в каком он был интерпретирован Сезаром Франком для французского сознания». Премьера обоих произведений была дана пианистом Эдуаром Рислером. В 1928 году критик Ирвинг Шверке писал в журнале «The Musical Quarterly»:
Соната классическая по структуре и состоит из четырёх частей, связанных взаимным совершенством формы и благородством мысли. Первая часть <…> построена на двух резко контрастирующих темах, разработанных в традициях сонатной формы. Andante, которое можно поставить в один ряд с медленными частями великих работ Бетховена, является высшим примером величия, достижимого средствами современной техники [sic], работающей в этой вдохновенной форме. За взволнованным скерцо с его неожиданным фугальным завершением следует героический финал, сравнимый по широте и величию с Лестницей Почёта в Версальском дворце. По объёму своих пропорций, качеству написания, силе развития и светлому лиризму Соната ми-бемоль минор не имеет себе равных. Она в некоторой степени превосходит возможности фортепиано; фактором, который замедлил её понимание публикой, является её огромная продолжительность.
Сонату исполнили такие пианисты, как Джон Огдон, Марк-Андре Амлен и Маргарет Фингерхат.

## Структура
Произведение написано в четырёх частях:
1. Modérément vif (expressif et marqué) (ми-бемоль минор)
2. Calme ― un peu lent ― très soutenu (ля-бемоль мажор)
3. Vivement ― avec légèreté (си минор)
4. Très lent (ми-бемоль минор → ми-бемоль мажор)